# Pohřeb (Glee)
Pohřeb (v anglickém originále Funeral) je dvacátá první epizoda druhé řady amerického hudebního televizního seriálu Glee a v celkovém pořadí čtyřicátá třetí epizoda. Poprvé se vysílala ve Spojených státech dne 17. května 2011 na televizním kanálu Fox. Scénář k epizodě napsal tvůrce seriálu Ryan Murphy a režíroval ji Bradley Buecker. V epizodě se objevil Jonathan Groff jako Jesse St. James, který je přijat jako konzultant, aby pomohl sboru New Directions připravit se národní kolo soutěže sborů. Sestra Sue Sylvester (Jane Lynch), Jean (Robin Trocki) nečekaně umírá a sbor pomáhá Sue s plánováním jejího pohřbu.
Epizoda získala širokou škálu reakcí, od vysoce nadšených až ke drsně kritickým. Vystoupení s pěti přezpívanými písněmi byly většinou přijaty dobře, i když uspořádání čtyř v sérii za sebou na konkurzu v prostředku seriálu se setkalo s nesouhlasem. Všech pět písní bylo vydáno jako singly a tři z nich se umístily v žebříčku Billboard Hot 100.
V den původního vysílání epizodu sledovalo 8,97 milionů amerických diváků a získala 3,6/10 Nielsenova ratingu/podílu na trhu ve věkové skupině od osmnácti do čtyřiceti devíti let. Celková sledovanost epizody a rating místně klesly oproti předchozí epizodě s názvem Královna plesu. Herečka Jane Lynch (hraje roli Sue Sylvester) byla nominována na cenu Emmy v kategorii nejlepší herečka ve vedlejší roli v komediálním seriálu a toto byla epizoda přiložená porotcům k posuzování.

## Děj epizody

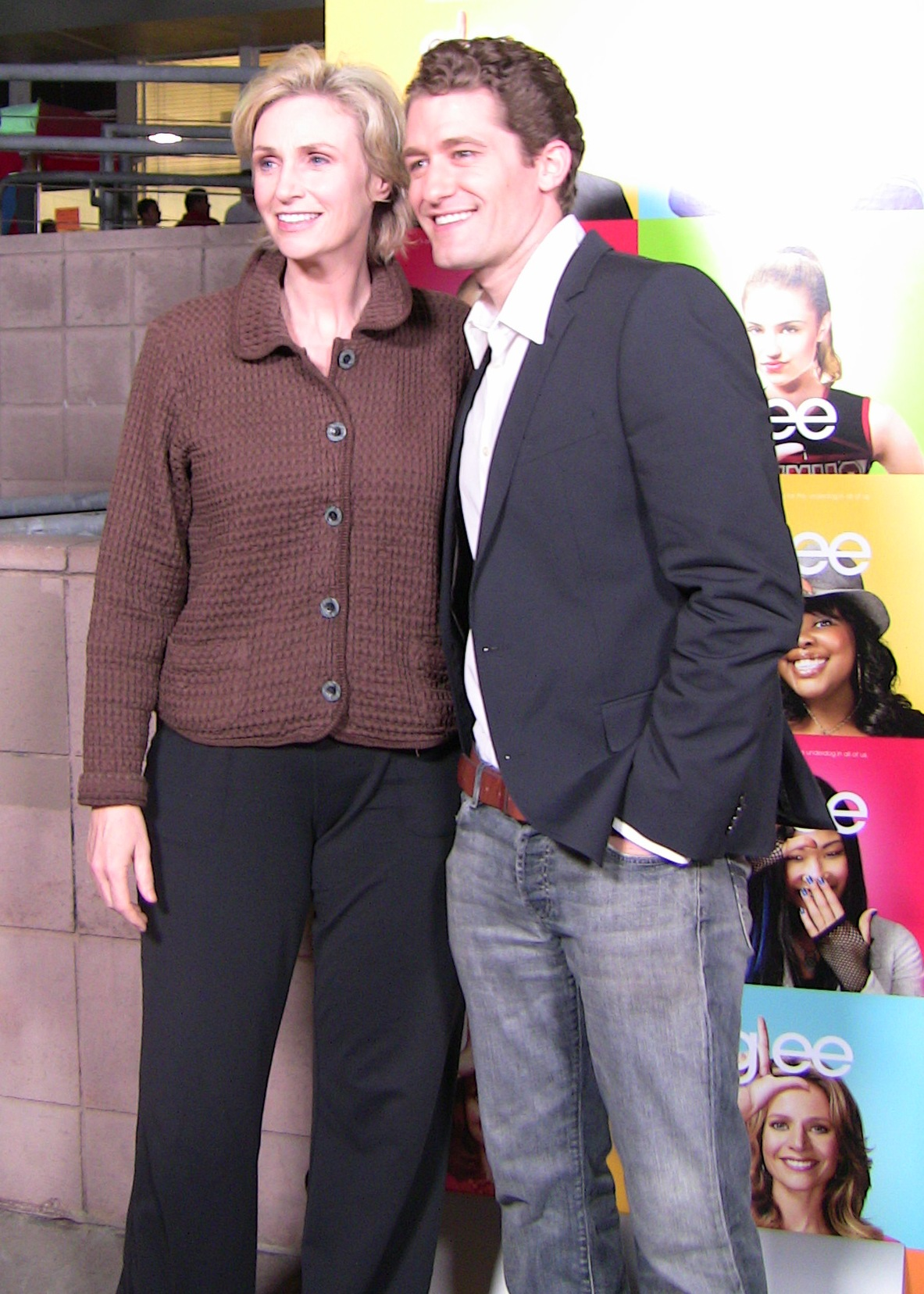
V této epizodě je Sue (Lynch, nalevo) vděčná Willovi (Morrison, napravo) za podporu na pohřbu její sestry

Will Schuester (Matthew Morrison), vedoucí New Directions, školního sboru McKinleyovy střední, najímá Jesseho St. Jamese (Jonathan Groff)—absolventa šampionátu a bývalého několikanásobného výherce rivalského sboru Vocal Adrenaline—jako konzultanta, aby jim pomohl vymyslet strategii, jak vyhrát národní kolo. Jesse přesvědčí Willa, aby použil metodu Vocal Adrenaline, která je najít nejlepšího zpěváka sboru a založit celé vystoupení jen na něm. Will se rozhodne uspořádat konkurz na určení nejlepšího zpěváka. Santana Lopez (Naya Rivera), Rachel Berry (Lea Michele), Mercedes Jones (Amber Riley) a Kurt Hummel (Chris Colfer) se přihlásí do konkurzu, kde jsou Jesse a Will jako porotci. Jesse je vysoce kritický k vystoupením Santany, Mercedes a Kurta, zatímco chválí výkon své bývalé přítelkyně Rachel. Řekne Willovi, že Rachel je ta jasná vítězka, což ostatní tři zpěváky rozzuří. Nakonec se Will rozhodne ignorovat Jesseho rady a místo toho plánuje udělat na národním kole to, čím vyhráli regionální kolo: aby celý sbor zpíval původní písně.
Trenérka roztleskávaček Sue Sylvester (Jane Lynch) je hluboce zasažena smrtí své sestry Jean (Robin Trocki). Její zloba je tak silná, že chce letenky sboru do New Yorku s mezipřistáním v Chicagu přesměrovat do Tripolisu a vyhazuje Becky Jackson (Lauren Potter) od družstva roztleskávaček. Sue dovolí Finnovi Hudsonovi (Cory Monteith) a Kurtovi, aby naplánovali Jeanin pohřeb, pomohli ji roztřídit osobní věci Jean a dovolí sboru vystoupit na pohřbu, protože věří, že na něj stejně nikdo nepřijde. Při procházení Jeaniných věcí zjistí Finn a Kurt, že jejím oblíbeným filmem byl Pan Wonka a jeho čokoládovna a uspořádají pohřeb inspirovaný tímto filmem. Na pohřbu, dojatá Sue není schopná po několika větách pokračovat ve čtení své vzpomínky na Jean a zbytek za ní přečte Will. Poté sbor zazpívá píseň z filmu, "Pure Imagination". Sue je dojatá z Willovy podpory, řekne mu že je dobrý kamarád a že má to, co Jean měla a co ona sama nemá: čisté srdce. Řekne, že se již dále nebude pokoušet zničit sbor a plánuje utéct do Sněmovny reprezentantů Spojených států amerických. Poprvé Willovi popřeje hodně štěstí. Sue se také omlouvá Becky, znovu ji ustanoví členkou roztleskávaček a řekne ji, že na podzim bude jejich kapitánkou. Sue požádá Becky o velké objetí a ta souhlasí.
Finn si na pohřbu uvědomí své pravé city k Rachel a následně se rozchází ze svou přítelkyní Quinn Fabray (Dianna Agron). Později ji poděkuje, že kvůli jejich rozchodu neodešla se sboru; Quinn mu řekne, že odchod ze sboru by zničil její "velké plány" pro New York a odmítá mu říct, jaké to jsou. Finn tajně uvidí Jesseho a Rachel, jak se na jevišti políbí; poté, co odejdou se ukáže, že Finn za zády schovával květinu určenou pro Rachel. Willova bývalá manželka, Terri (Jessalyn Gilsig), která dříve pomáhala Sue v plánu zničit sbor, dává Willovi letenky první třídy pro celý sbor a prozrazuje, že to byl dar od leteckého manažera. Řekne mu, že se stěhuje do Miami, aby začala nový život, věnovala se obchodnímu řízení a přišla se s ním rozloučit.

## Seznam písní
- "Back to Black"
- "Some People"
- "Try a Little Tenderness"
- "My Man"
- "Pure Imagination"

## Hrají
| Dianna Agron     | Quinn Fabray          |
| Chris Colfer     | Kurt Hummel           |
| Jessalyn Gilsig  | Terri Schuester       |
| Jane Lynch       | Sue Sylvester         |
| Jayma Mays       | Emma Pillsburry       |
| Kevin McHale     | Artie Abrams          |
| Lea Michele      | Rachel Berry          |
| Cory Monteith    | Finn Hudson           |
| Heather Morris   | Brittany Pierce       |
| Matthew Morrison | William Schuester     |
| Mike O'Malley    | Burt Hummel           |
| Amber Riley      | Mercedes Jones        |
| Naya Rivera      | Santana Lopez         |
| Mark Salling     | Noah „Puck“ Puckerman |
| Jenna Ushkowitz  | Tina Cohen-Chang      |